# سيبروهيبتادين
سيبروهيبتادين (بالإنجليزية: Cyproheptadine)‏، (الاسم التجاري Periactin)، هو عامل مضاد للهستامين، من مضادات الكولين وعامل مضاد للسيروتونين. ويعمل أيضا كمضاد لمستقبل السيروتونين وحاجز لقناة الكالسيوم.

## الإستعمالات
يستعمل السيبروهيبتادين لعلاج بعض الحالات المرضيه ومنها على سبيل المثال لا الحصر:
- ردة فعل التحسسية مثل حساسية الأنف.[2]
- الكوابيس وتشمل الكوابيس المتعلقة باضطراب الكرب التالي للرضح.[3][4]
- الأعراض الجانبية الجنسية المتعلقة بمثبطات إعادة امتصاص السيروتونين الاختيارية.[5][6]
- فرط التعرق.[7]

## الآثار العكسية
قد يسبب استخدام السيبروهيبتادين الأعراض الجانبية التالية:
- الدوار
- غشاوة الرؤية
- الإمساك
- جفاف الفم، الحلق أو الأنف
- سرعة الهيجان
- الغثيان
- العصبية والقلق
- التململ
- الصرع والتشنجات

## مراجع

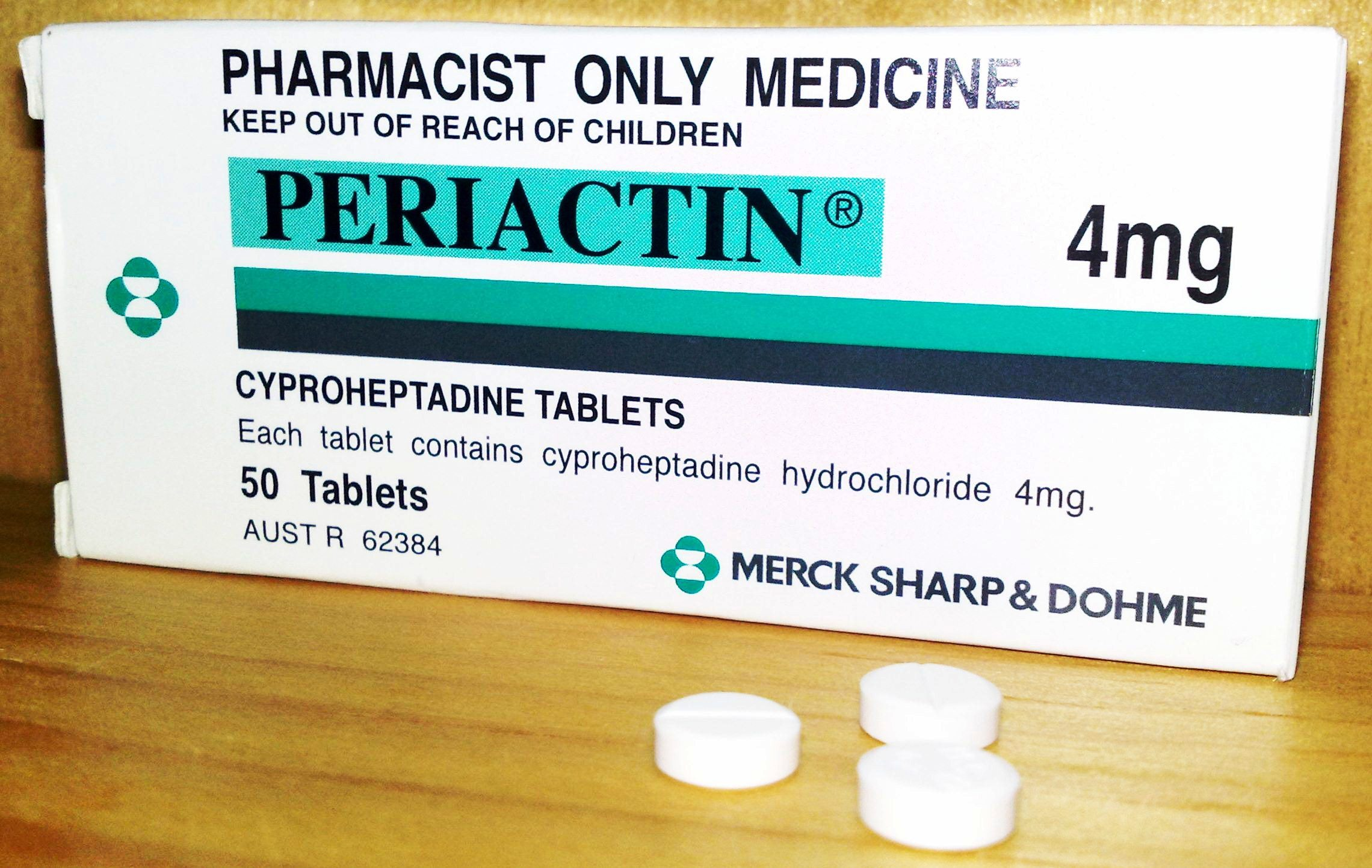
Periactin (cyproheptadine) 4 mg tablets (AU)